# Comtesse de Listomère-Landon
Pour les articles homonymes, voir Landon.
La comtesse de Listomère-Landon est un personnage de La Comédie humaine d'Honoré de Balzac. Elle habite un hôtel dans la Grande-Rue de la ville de Tours.
Elle tentera, mais en vain, de conseiller Julie d'Aiglemont, déçue par le début de sa vie conjugale. Nostalgique de l'Ancien Régime, la comtesse meurt de joie le jour où la rentrée du duc d'Angoulême à Tours marque la chute de l'Empire.
Dans les premières éditions de La Femme de trente ans, la place de ce personnage était prise par la « marquise de Belleorgey ». Balzac avait négligé de corriger le titre dans le texte, cela explique pourquoi la comtesse est plusieurs fois par erreur appelée « marquise ».